# برانقار
برانقار یکی از روستاهای استان آذربایجان شرقی است که در دهستان کاغذکنان شمالی بخش کاغذکنان شهرستان میانه واقع شده‌است.

## آب و هوا
این روستا در فصول سرد سال دارای آب و هوای سرد و مرطوب و در فصول گرم دارای آب و هوای معتدل می باشد.
عمده محصولات این روستا شامل گندم،عدس،نخود،سیب،زردآلو،آلبالو،گیلاس،آلو،گردو،سنجد و بِه می باشد که از کیفیت بسیار مرغوبی برخوردار می باشند.اما بدلیل خاک بسیار مرغوب و آب و هوای مناسب در این روستا برخی از اهالی مبادرت به کاشت سیر و حتی زعفران کرده اند.
جمعیت این روستای زیبا متغیر است و در فصول سرد و گرم سال متفاوت می باشد.
از مکانهای دیدنی روستای زیبای برانقار می توان به باغات سرسبز میوه و چشمه های متعدد آب معدنی و منطقه زیبا و خوش آب و هوای کوهستانی آلداشی و کوه گوجَه قایا که نماد روستا می باشد اشاره کرد.
در رابطه با وجه تسمیه این روستا دو نقل قول وجود دارد؛ اهالی روستا دلیل نامگذاری روستا را چنین نقل می کنند که بدلیل اینکه درگذشته بارش برف و باران و نزولات آسمانی در این روستا بسیار زیاد بوده ساکنین اولیه نام آنرا بارانقار(تلفظ محلی)به معنی باران(به زبان فارسی) و قار به معنی برف(به زبان ترکی) گذاشته اند که در تقسیمات کشوری و مکاتبات اداری (بَرانقار) خوانده و مکتوب می شود.
اما وجه تسمیه دیگر این روستا که معتبرتر می باشد و در کتاب اسامی کهن روستاهای شهرستان میانه تالیف دکتر فیروز سیمین فر ذکر گردیده چنین است: ((اسم بارانقار واژه ای مرکب است که از دو بخش باران+قار تشکیل شده.طایفه قره قویونلوها معروف به بارانلو بودند،باران ازاسامی قدیم مردان است که هنوز دربین ترکهای آذری برای مردان استفاده می شود.واژه بارانلو و بارانلی از اسم شخص مذکر "باران" و پسوند اسم ساز "لو" و "لی" ساخته شده است.
"لی"در زبان ترکی پسوند اسم ساز است و دربعضی اسامی ساخته شده با این پسوند نَسَب را می رساند. "قار" مخفف قارا به معنی بزرگ و سیاه است.اسم "بارانقار"از نظر مفهومی اسم طایفه "قاراقویونلوها" را تداعی می کند. 
بنابراین باتوجه به مطالب گفته شده "بارانقار" به معنی (باران بزرگ) است.))
قابل ذکر است که این روستا از دوبخش "حاصار" یاهمان حصار به زبان فارسی و " کندین آشاغیسی" به معنی پایین روستا تشکیل شده است.
علت نامگذاری بخش حاصار این است که درگذشته های دور اهالی این بخش از روستا که قالباً از یک قوم و طایفه بودند(طایفه نوروزی) به دور محل اسکان خودشان حصارهای چوبی بنا کرده و این بخش را از دیگر قسمتهای روستا متمایز کرده بودند.